# Jean-Louis Forain

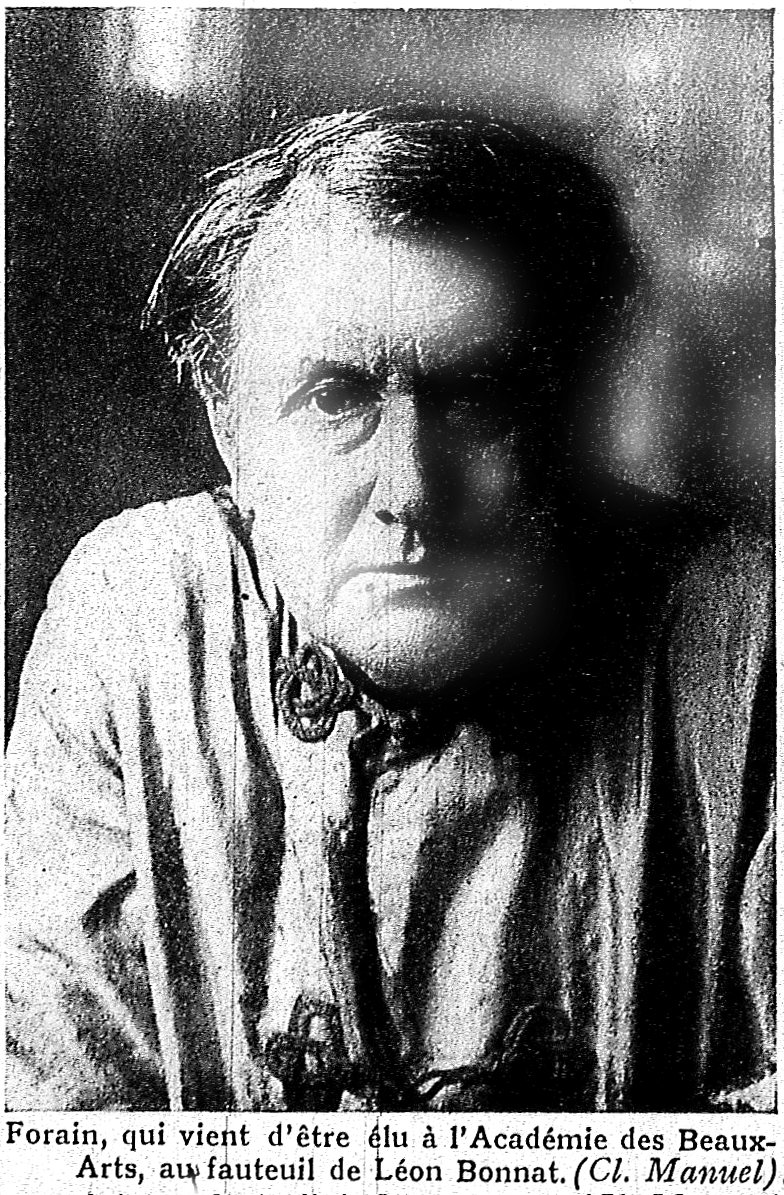
Jean-Louis Forain in 1923

Jean-Louis Forain (Reims, 23 oktober 1852 - Parijs, 11 juli 1931), eigenlijke naam Louis-Henri Forain, was een Frans kunstschilder.

## Biografie
Forain kwam uit een familie van spinners en wevers. Hij vestigde zich in Parijs rond 1860 en nam teken- en schilderlessen bij Jacquesson de la Chevreuse, Jean-Baptiste Carpeaux en André Gill.  Hij volgde vervolgens zijn studie aan de École des beaux-arts, waar hij les kreeg van Jean-Léon Gérôme.
Hij maakte faam door het tekenen van talrijke karikaturen voor kranten en bladen zoals L’Opinion, Le Courier Français, Le Monde Parisien et Le rire satirique. Zijn beste spotprenten tekende hij tijdens de affaire Dreyfus, het proces van Renne en tijdens de Eerste Wereldoorlog. Een deel van zijn tekeningen zijn nu tentoongesteld in een zaal van het Musée des Beaux-Arts van Reims. 
Samen met Caran d'Ache richtte hij het tegen Alfred Dreyfus gerichte tijdschrift op genaamd Psst...! Hij was een vaste bezoeker van de salons van Nina de Callias en de gravin van Loynes.
Hij nam deel aan de Frans-Duitse Oorlog van 1870, werd vrienden met Paul Verlaine en Arthur Rimbaud en bezocht Edgar Degas en Édouard Manet. 

### Carrière
Hij begon zijn carrière als schilder tegelijk met de opkomst van de impressionisten waarmee hij tussen 1884 en 1888 verschillende keren exposeerde. Hij maakte deel uit van een kunstenaarscollectief van de galerie Durand-Ruel in New York.  Zijn eerste individuele expositie vond plaats in galerie Boussod et Valadon, waarvan kunsthandelaar Theo van Gogh toentertijd directeur was.  In zijn werk zijn invloeden van Honoré Daumier en Degas te zien. Hij schilderde vaak theater, ballet, interieurs van cafés en op latere leeftijd ook veel voorstellingen van rechtszaken. 
In 1891 trouwde hij met de beeldhouwer Jeanne Bosc, met wie hij in 1895 een zoon kreeg. Hij was een bewonderaar van Goya en bezocht Madrid in 1894 en in 1900. 
In 1913 organiseerde hij een grote expositie in het Musée des Arts décoratifs in Parijs waar 390 van zijn werken te zien waren. Vier jaar later werd er nog een grote tentoonstelling van zijn werk georganiseerd tijdens de Exposición de Arte Francés in Barcelona. Daar werden 75 werken tentoongesteld. 
Gedurende de winter van 1920 richtte hij met andere artiesten, waaronder Joë Bridge, Adolphe-Léon Willette, Francisque Poulbot, Maurice Neumont, Louis Morin, Maurice Millière, Jules Depaquit de République de Montmartre op. 
In 1921 maakte hij een gebaar naar zijn geboortestad en schonk een belangrijk deel van zijn tekeningen en schetsen aan het Musée des Beaux-Arts. 
In 1923 werd hij verkozen tot lid van de Académie des Beaux-Arts. Hetzelfde jaar werd hij tevens voorzitter van de République de Montmartre. In 1931 werd hij lid van de Royal Academy of Arts. 
Zijn graf bevindt zich in Le Chesnay, dicht bij Versailles, waar hij onroerend goed bezat.

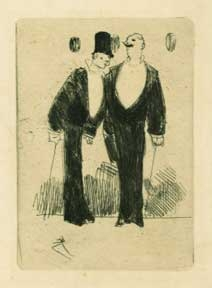
Twee dandy's, ets uit 1876
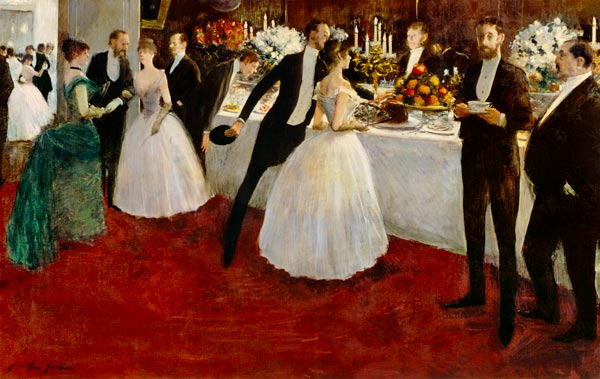
Het buffet, olieverf op doek, 1884
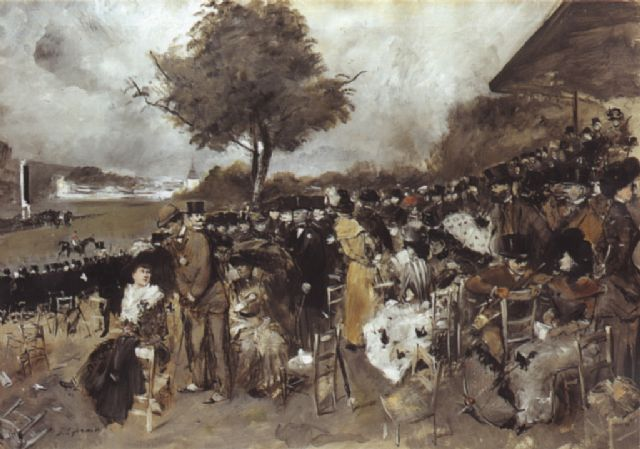
Op de renbaan, olieverf op doek, 1885-90
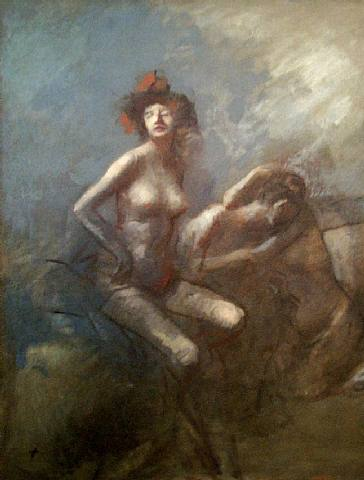
Trois Nus, olieverf op doek, ca. 1890
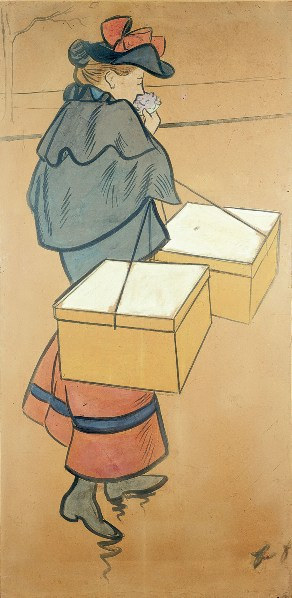
De wandelaarster van Parijs, aquarel, 1895
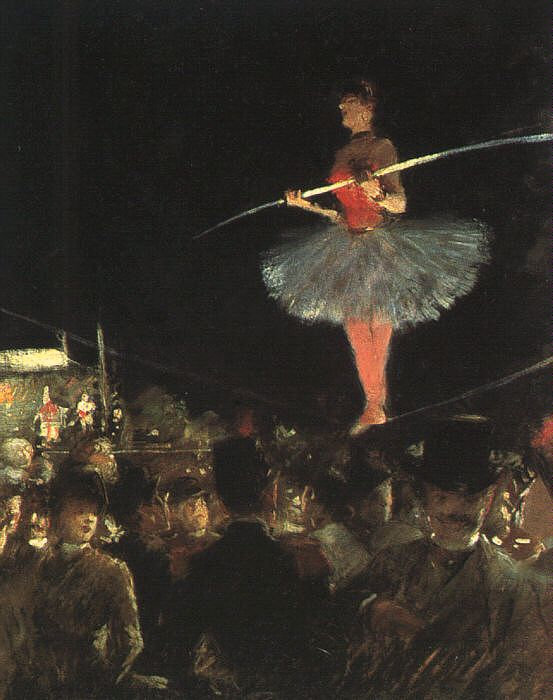
De koorddanseres, olieverf op doek, ca.1895
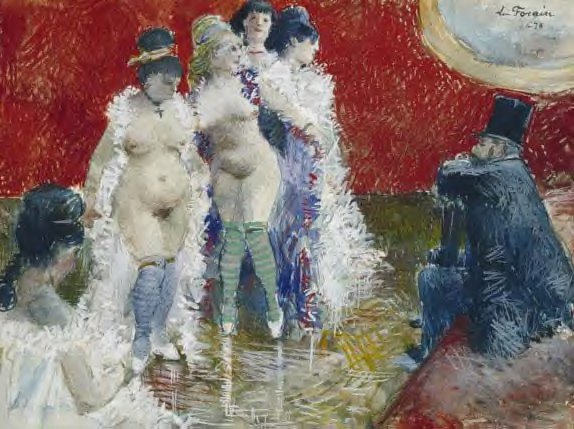
De klant, olieverf op doek, 1898
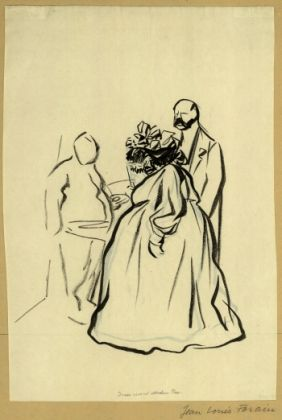
Paar met bediende, Oost-Indische inkt, 1900
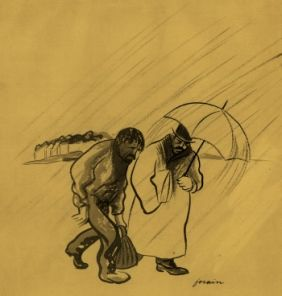
Twee mannen in de regen, Oost-Indische inkt, 1900
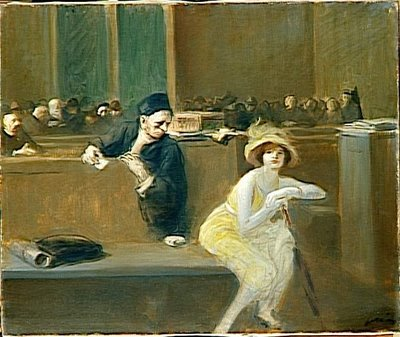
Rechtbankscène, olieverf op doek, ca.1910
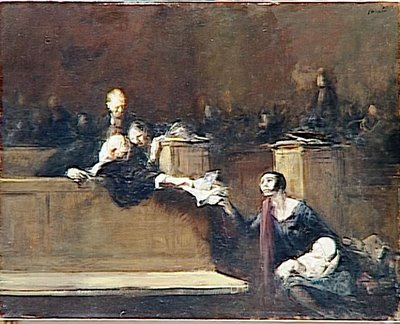
Rechtbankscène, olieverf op doek, ca. 1900
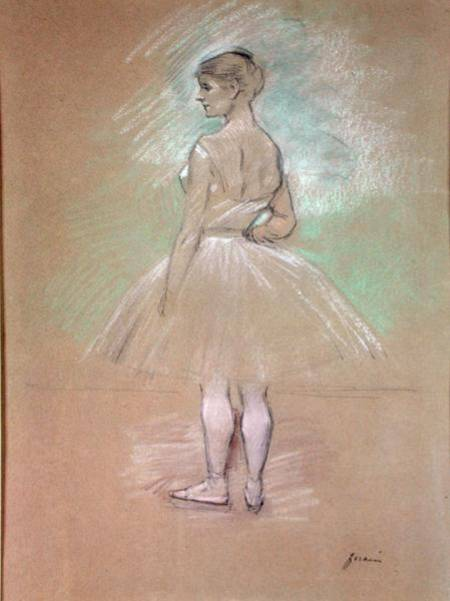
De danseres, pastel, 1885

- Auckland Art Gallery Toi o Tāmaki: 384
- Art Gallery of South Australia: 9402
- Biblioteca Nacional de España: XX1272711
- Bibliothèque nationale de France: cb11953694f (data)
- Catàleg d'autoritats de noms i títols de Catalunya: 981058524617006706
- CiNii: DA09834245
- Gemeinsame Normdatei: 118684191
- International Standard Name Identifier: 0000 0000 8343 2423
- KulturNav: eaa99f9b-1e2d-402d-936a-c0a07a299410
- Library of Congress Control Number: n80022913
- Base Léonore: LH//997/1
- National Gallery of Victoria: 3627
- Nationale Bibliotheek van Tsjechië: xx0069839
- Nationale bibliotheek van Australië: 35910748
- Nationale Bibliotheek van Israël: 987007308375005171
- Nationale en Universitaire bibliotheek Zagreb: 000439828
- Nederlandse Thesaurus van Auteursnamen: 068858698
- Réseau des bibliothèques de Suisse occidentale: 02-A005741723
- RKD-Nederlands Instituut voor Kunstgeschiedenis: 28589
- SNAC: w6pv7tvf
- Système universitaire de documentation: 027513211
- Museum of New Zealand Te Papa Tongarewa: 774
- Trove: 1142097
- Union List of Artist Names: 500115211
- Virtual International Authority File: 44307245
- WorldCat: E39PBJwXcm8C7MjmbgTrBXDrMP